# Ubiq
Ubiq je hrvatski književni časopis za znanstvenu fantastiku i fantastičnu književnost.

## Povijest
Časopis je počeo izlaziti u studenom 2007. godine, kod nakladnika Mentor d.o.o. iz Zagreba, kao "književni časopis za znanstvenu fantastiku", dvaput godišnje. Ubiq je do trinaestoga broja objavljivao kratke priče i novele isključivo hrvatskih autora, ali i teorijske radove, sve s područja fantastične književnosti. Nastao po uzoru na tradiciju hrvatskih književnih časopisa poput Quoruma, Ubiq teži biti mjesto objave znanstvenofantastičnih novela, duže forme koja rijetko u domaćoj znanstvenoj fantastici nailazi na mjesto za objavu, te kritike znanstvene fantastike. 
Časopis je u proljeće 2014. prešao pod okrilje izdavačke djelatnosti Društva za znanstvenu fantastiku "SFera" iz Zagreba, promijenio djelomice sastav uredništva te koncepciju, postavši "časopis za književnu fantastiku", da se naglasi otvorenost svim vrstama žanrovske fantastične fikcije. Časopis je od četrnaestoga broja također regionalan, objavljujući novele pisaca iz Hrvatske, Srbije, Crne Gore i Bosne i Hercegovine.
Ime časopisa dolazi od latinske riječi ubique - posvudašnji - a inspirirano je romanom Ubik Philipa K. Dicka. Za Dicka Ubik je sredstvo koje simulakrum oko nas čini realnijim, a dolazi u raznim oblicima, od spreja do jela i pila. Inicijalno, časopis se trebao zvati nazvati Ubik, međutim je iskorišten latinski korijen zbog nedostupnosti autorskih prava.

## Uredništvo
Glavni urednici su Aleksandar Žiljak i Tomislav Šakić. Uredništvo časopisa do trinaestoga broja činili su kritičar i teoretičar Igor Marković, urednica Mihaela Marija Perković, urednik i kritičar Davor Šišović i urednik i pisac Boris Švel. U savjetu časopisa bili su su Tomislav Brlek (Filozofski fakultet u Zagrebu), Nikica Gilić (Filozofski fakultet u Zagrebu), akademik Zoran Kravar (Filozofski fakultet u Zagrebu), Darko Macan (Zagreb), Zoran Roško (Zagreb) te Darko Suvin, FRSC, profesor emeritus, sveučilište McGill, Montreal (Lucca, Italija).
U uredništvu se, uz dvojicu glavnih urednika, od 2014. nalaze teoretičarka i urednica Petra Mrduljaš Doležal i Mihaela Marija Perković, a u savjetu časopisa Tomislav Brlek, Nikica Gilić, Tatjana Jambrišak, Darko Macan, Miodrag Milovanović (Beograd), Zoran Roško, Darko Suvin i Davor Šišović.
Časopis je dizajnirala Melina Mikulić.
Do veljače 2020. izišlo je 25 brojeva Ubiqa te četiri knjige u nizu Biblioteka Ubiq.

## Nagrade i priznanja
- Časopis je osvojio je nagradu Europskog društva za znanstvenu fantastiku u kategoriji najboljeg časopisa koju dijeli s ruskim magazinom fantlab.ru na Euroconu 2011. godine[1][2]

## Vanjske poveznice
- http://ubiqsf.wordpress.com